# Gare de Clapham Junction
Pour les articles homonymes, voir Clapham Junction.
La gare de Clapham Junction (en anglais : Clapham Junction station, est une gare ferroviaire important nœud du réseau reliant les lignes : South Western Main Line (en), Ligne Waterloo-Reading (en), Brighton main line (en) et West London line (en), en zone 2 de la Travelcard, carte de transport pour Londres et sa banlieue. Elle  est située sur St John's Hill  à Battersea dans le borough londonien de Wandsworth sur le territoire du Grand Londres.
C'est une gare de correspondance, propriété de Network Rail (société gestionnaire du réseau), desservie par des trains de la South Western Railway, la Southern et London Overground.

## Histoire
La première ligne de chemin de fer ici fut ouverte le 21 mai 1838 ; elle reliait la Gare de Nine Elms à Londres à Woking. Le 27 juillet 1846 un embranchement vers Richmond fut ouvert, mais il n'y avait pas encore de gare sur le site. En 1848 la Gare de Nine Elms fut remplacée par l'actuelle gare de Londres-Waterloo. En 1860 la ligne de la gare de Londres-Victoria vers la côte sud de l'Angleterre fut ouverte et enfin le 2 mars 1863, la gare actuelle de Clapham Junction ouvrit. Malgré son nom, la gare n'est pas située à Clapham, mais à Battersea, un district situé directement au nord-ouest de Clapham.

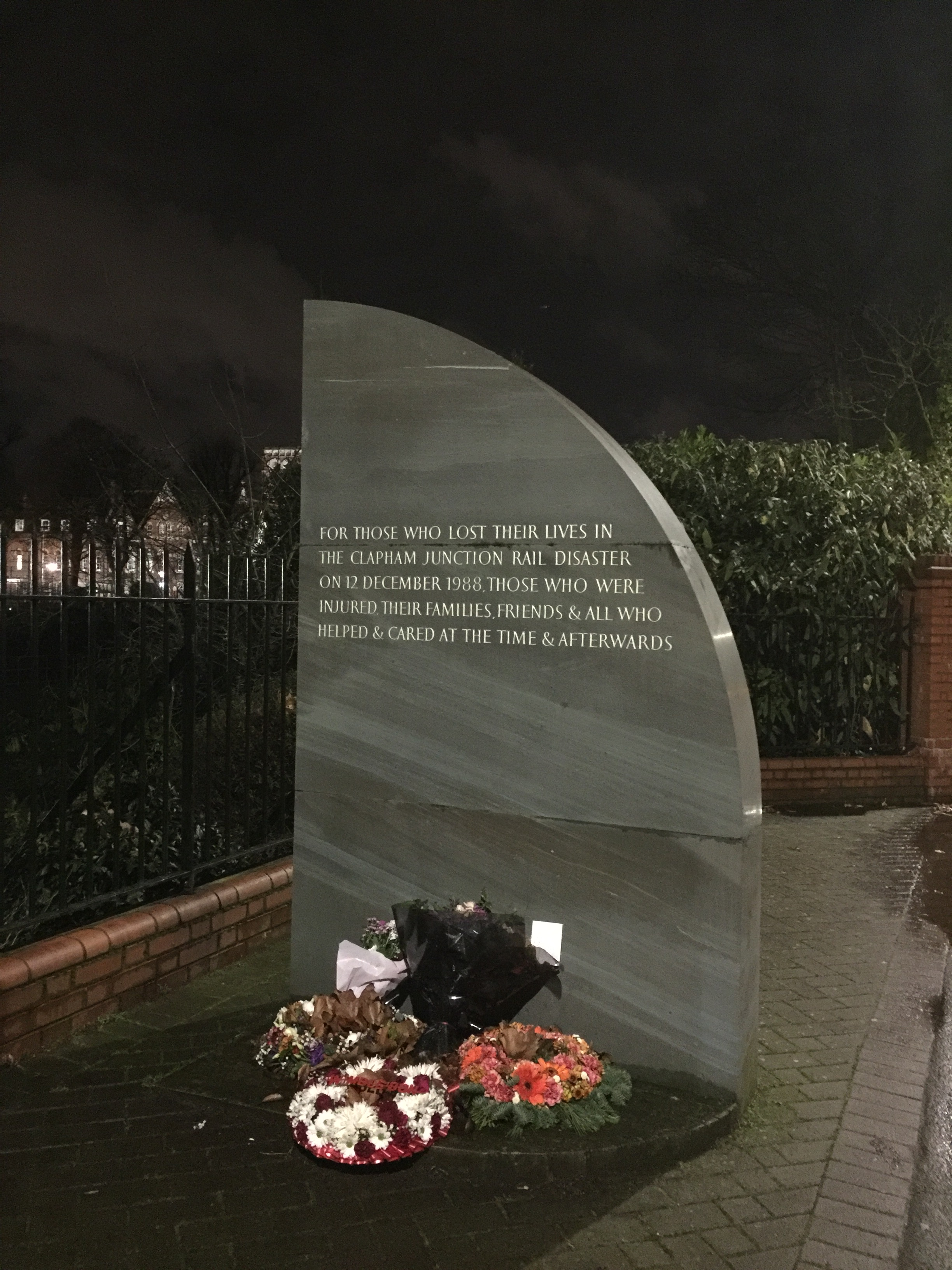
Mémorial de Clapham.

Le matin du 12 décembre 1988, deux collisions impliquant trois trains de banlieue se produisirent à proximité de la gare, au sud-ouest, du fait d'une signalisation défectueuse. 35 personnes périrent et plus de 100 furent blessées. Un mémorial a été dressé pour commémorer ce désastre et chaque année des personnes viennent y déposer des fleurs en l’honneur des personnes qui périrent ou furent blessées. Il est situé près de la gare et de l’école Emmanuelle. 
Le matin du 16 décembre 1991, une bombe arracha les voies d'un des quais de la gare, causant une interruption importante du trafic. L'Armée républicaine irlandaise provisoire revendiqua l'attentat.

## Projets

### Crossrail 2
En 2007, l'alignement de l'une des deux variantes de Crossrail 2, qui passe par la gare plutôt que par Putney et Wimbledon, a été sauvegardé. Le ministère des transports et Transports pour Londres (régie des transports à Londres) continuent de discuter de la proposition de Clapham Junction l'extension Northern Line et son métro. L'alignement a été légalement réservé par Battersea Park et relierait Clapham Junction au métro de Londres pour la première fois. Un financement du gouvernement et du réseau ferroviaire, au début des années 2010, de 50 millions de livres sterling pour financer des améliorations a été accordé. Cela comprenait une mise à niveau de l'échangeur principal : de nouvelles entrées et plus de magasins. Dans une étude de Network Rail, il est proposé que le quai 0 puisse rouvrir pour l'exploitation de 8 voitures de la West London Line.